# District de Ribérac
Le district de Ribérac est une ancienne division administrative française du département de la Dordogne de 1790 à 1795.
Il était composé des cantons de Ribérac, Champaigne, Laroche Chalais, Montagrier, Saint Aulaye, Saint Vincent, La Tour Blanche et Verteillat.

## Galerie

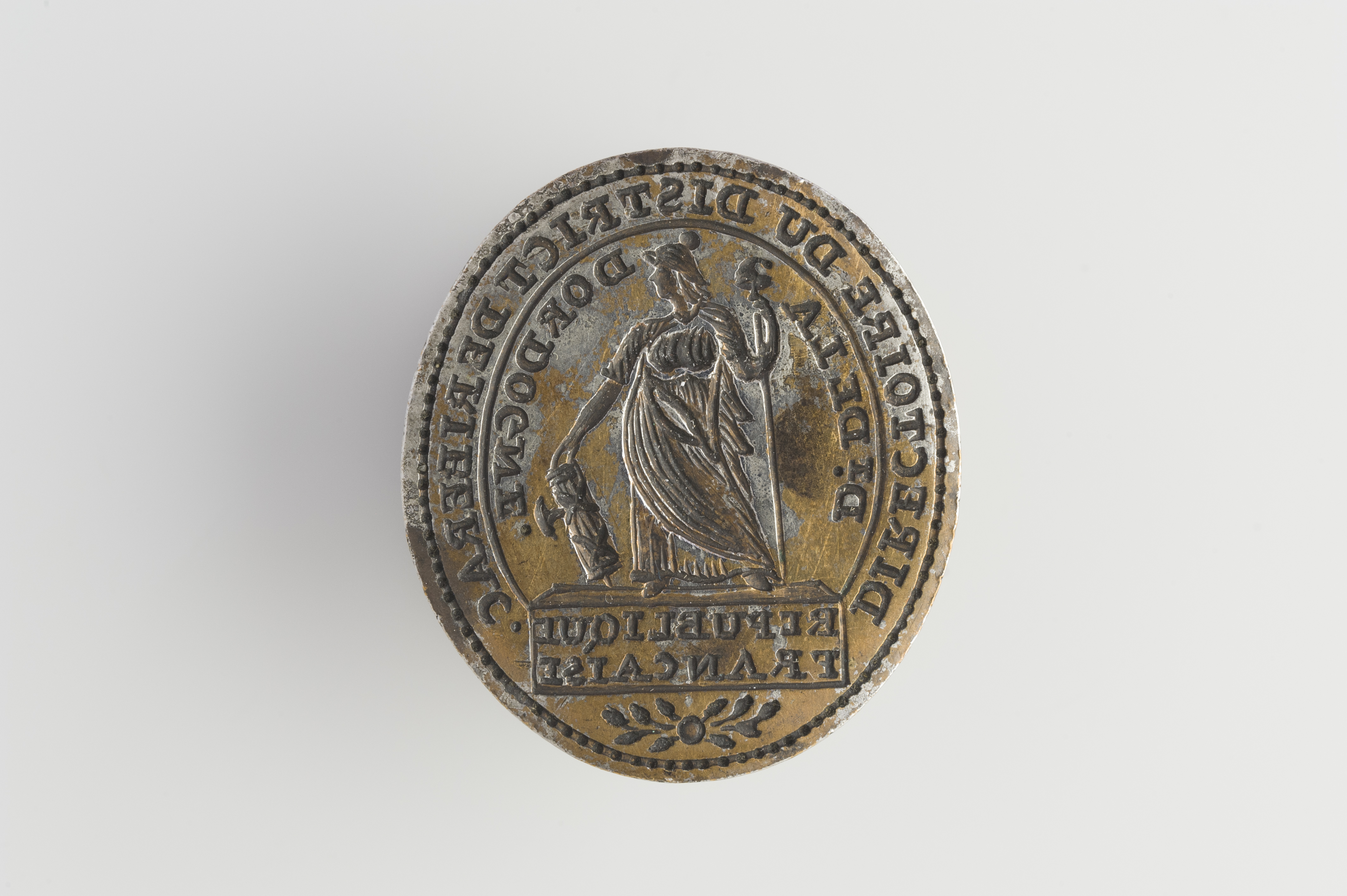
Sceau du directoire du district de Ribérac, musée Carnavalet, Paris.